# Сияльтугай
Сияльтуга́й (тат. Çiyale tugay — «вишнёвая долина») — российская деревня в Саракташском районе в европейской части Оренбургской области. Входит в Фёдоровский Первый сельсовет.

## Население
| 2010 |
| ---- |
| 103  |

Большинство населения составляют татары. Также в Сияльтугае проживают русские, башкиры и узбеки.

## География
Расположена в 78 километрах к востоку от Оренбурга и в 11 километрах к северо-западу от Саракташа. Деревня окружена степями и редкими деревьями.
Из деревни видны южные оконечности Уральских гор. На расстоянии 1 километра на северо-запад протекает река Холодный Плёс (приток Сакмары).
Сияльтугай находится у большого оврага и поэтому постоянно обдувается сильными ветрами. Климат резко континентальный с морозной зимой и знойным летом.

## Транспорт
Автобусная остановка «Сияльтугай» на автодороге «Каменноозёрное — Медногорск» (ответвление трассы «Оренбург — Орск — Челябинская область») расположена в 1 километре к юго-востоку.
Ближайшая железнодорожная станция «94 км» находится в 1,5 километрах к юго-востоку от деревни. Есть возможность добраться до Оренбурга, Орска, Медногорска, Кувандыка и Саракташа на пригородном электропоезде.
В 57 километрах к западу от деревни находится ближайший Международный аэропорт «Оренбург Центральный» имени Ю.А. Гагарина (8 рейсов в день до Москвы, 1 рейс в день до Санкт-Петербурга).

## Инфраструктура
По состоянию на май 2020 года в деревне отсутствуют общественные заведения и магазины. Заасфальтирована главная улица деревни и подъезд к ней, но покрытие требует ремонта с конца XX века.
В центре деревни на единственной улице Светлой есть таксофон. Ближайшие школа, детский сад и медпункт находятся в селе Фёдоровка Первая (3,5 километра к западу).
На юго-западе населённого пункта расположено действующее Мусульманское кладбище деревни Сияльтугай.

## Фотогалерея

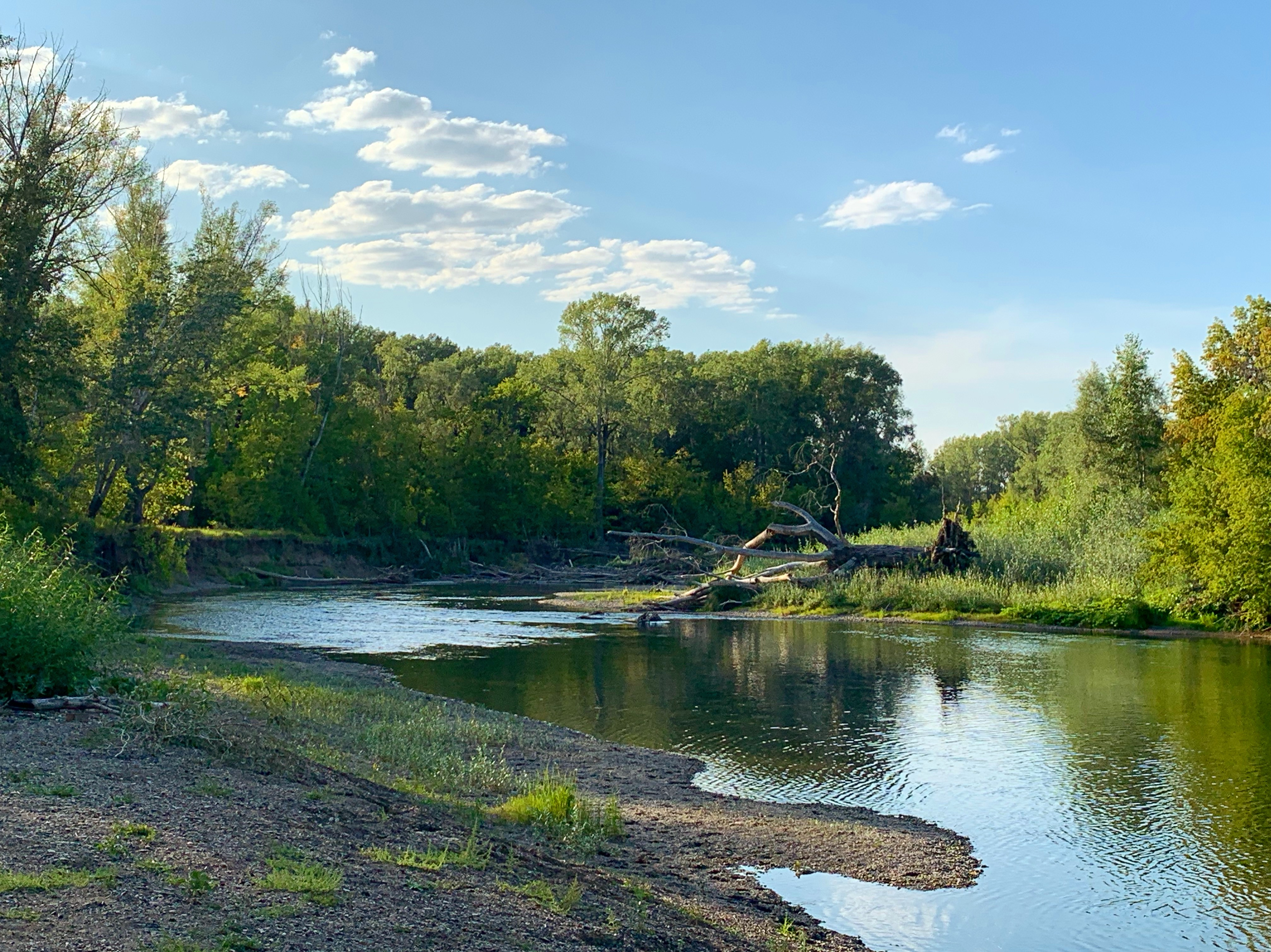
Река Холодный Плёс у деревни Сияльтугай
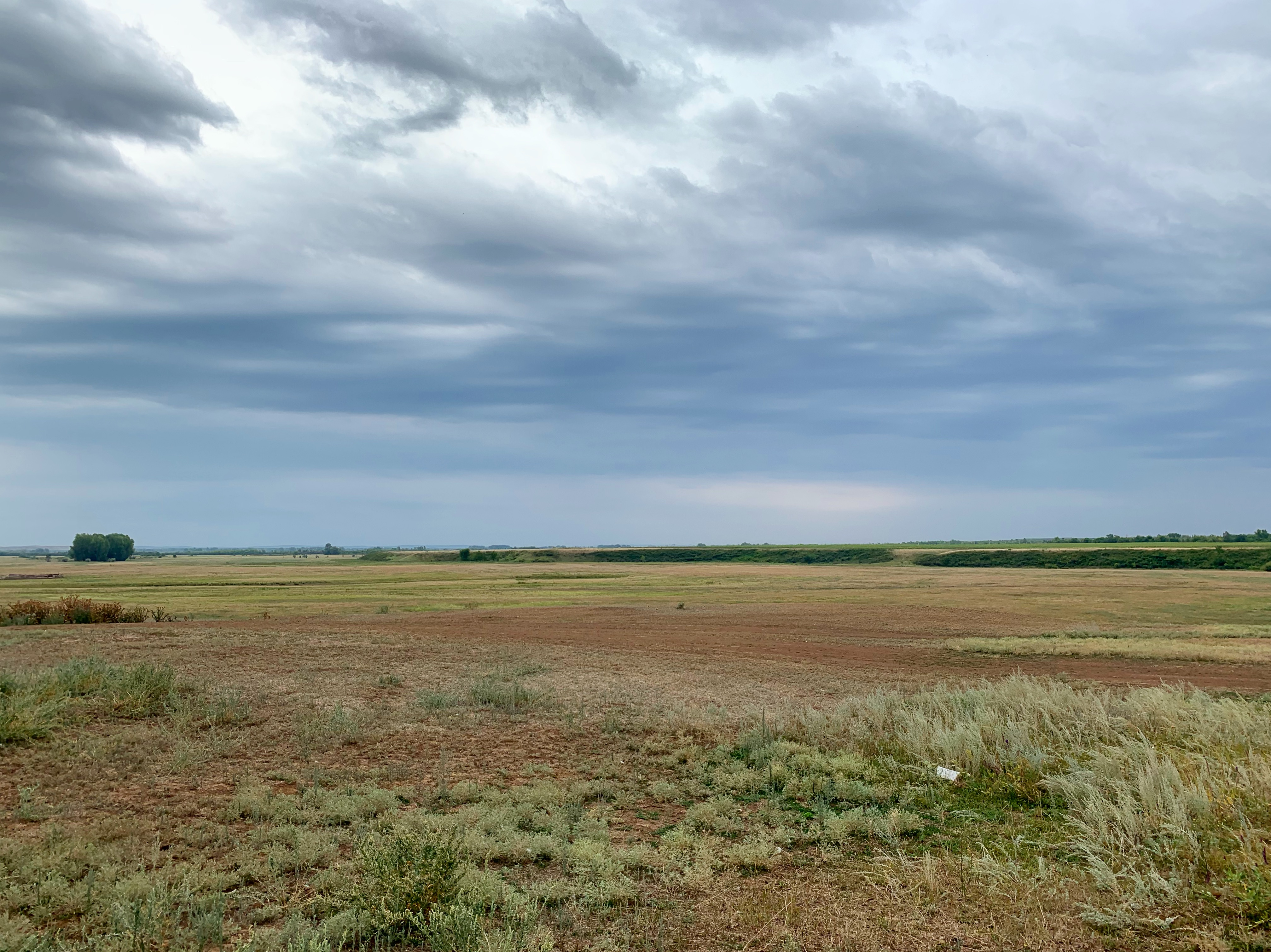
Большой овраг у деревни Сияльтугай